# Боргорозе
Боргорозе (итал. Borgorose) је насеље у Италији у округу Ријети, региону Лацио.
Према процени из 2011. у насељу је живело 824 становника. Насеље се налази на надморској висини од 719 м.

## Становништво
| 1931. | 1936. | 1951. | 1961. | 1971. | 1981. | 1991. | 2001. | 2011. |
| ----- | ----- | ----- | ----- | ----- | ----- | ----- | ----- | ----- |
| 6.922 | 6.979 | 7.009 | 6.434 | 5.095 | 4.799 | 4.630 | 4.524 | 4.615 |